# Mondego
Mondego (portugalsky Rio Mondego) je řeka v Portugalsku (Centro). Je 227 km dlouhá. Povodí má rozlohu přibližně 3700 km².

## Průběh toku
Pramení na severních svazích horského hřbetu Serra da Estrela. Protéká převážně horami a ústí do Atlantského oceánu.

## Vodní stav
Nejvyšší vodnosti dosahuje řeka v zimě a nejnižší v létě. Úroveň hladiny i průtok vody silně kolísají (průtok od 1 do 3000 m³/s).

## Využití
Vodní doprava je možná do vzdálenosti 80 km od ústí. Na řece leží město Coimbra a poblíž ústí Figueira da Foz.
Na řece jsou vybudovány dvě menší přehrady s hydroelektrárnami s plochou hladiny 20 a 2,3 km2, Výše položená je Aguieira se třemi reverzními Francisovými turbínami po 112 MW a pod ní leží Raiva s 2x 12 MW. Slouží k vyrovnávání průtoku na řece (záplav), jako zdroj vody pro zavlažování i k vodním sportům.